# Tychinae
Tychinae zijn een onderfamilie van krabben (Brachyura) uit de familie Epialtidae.

## Geslachten
De Tychinae omvatten volgende geslachten: 
- Criocarcinus H. Milne Edwards, 1834
- Picrocerus A. Milne-Edwards, 1865
- Stilbognathus von Martens, 1866
- Stilbomastax Williams, Shaw & Hopkins, 1977
- Tyche Bell, 1836